# Aeroportul Nantes Atlantique
Aeroportul Nantes Atlantique (în franceză Aéroport Nantes Atlantique) (IATA: NTE, ICAO: LFRS) este un aeroport din Bouguenais, Loire-Atlantique, Pays de la Loire, Franța metropolitană, Franța ce deservește zona Nantes. Aeroportul a fost tranzitat în 2022 de 5.800.372 de pasageri. A fost numit după zona deservită.
Situat la o altitudine de 27 m, aeroportul dispune de 1 pistă. Este operat de Q2876137⁠(d).

## Infrastructură

### Piste
Aeroportul dispune de o singură pistă. Pista 03/21 are suprafața de asfalt și dimensiunile 2.900 m × 45 m. 